# National Register of Historic Places in Texas

Karte der Countys von Texas und Verteilung der NRHP-Einträge

Diese Tabelle enthält alle Listen, in denen die Einträge im National Register of Historic Places in den 254 Countys des US-amerikanischen Bundesstaates Texas aufgeführt sind:

## Anzahl der Objekte und Distrikte nach County
|       | \| \| County \| Liste der Einträge in das NRHP im County \| Anzahl \| \| ----- \| ------------- \| ---------------------------------------- \| ------- \| \| 1 \| Anderson \| NRHP-Einträge im Anderson County \| 26 \| \| 2 \| Andrews \| NRHP-Einträge im Andrews County \| 1 \| \| 3 \| Angelina \| NRHP-Einträge im Angelina County \| 41 \| \| 4 \| Aransas \| NRHP-Einträge im Aransas County \| 6 \| \| 5 \| Archer \| NRHP-Einträge im Archer County \| 1 \| \| 6 \| Armstrong \| NRHP-Einträge im Armstrong County \| 4 \| \| 7 \| Atascosa \| NRHP-Einträge im Atascosa County \| 3 \| \| 8 \| Austin \| NRHP-Einträge im Austin County \| 7 \| \| 9 \| Bailey \| keine NRHP-Einträge \| – \| \| 10 \| Bandera \| NRHP-Einträge im Bandera County \| 3 \| \| 11 \| Bastrop \| NRHP-Einträge im Bastrop County \| 99 \| \| 12 \| Baylor \| keine NRHP-Einträge \| – \| \| 13 \| Bee \| NRHP-Einträge im Bee County \| 12 \| \| 14 \| Bell \| NRHP-Einträge im Bell County \| 89 \| \| 15 \| Bexar \| NRHP-Einträge im Bexar County \| 135 \| \| 16 \| Blanco \| NRHP-Einträge im Blanco County \| 4 \| \| 17 \| Borden \| keine NRHP-Einträge \| – \| \| 18 \| Bosque \| NRHP-Einträge im Bosque County \| 39 \| \| 19 \| Bowie \| NRHP-Einträge im Bowie County \| 12 \| \| 20 \| Brazoria \| NRHP-Einträge im Brazoria County \| 12 \| \| 21 \| Brazos \| NRHP-Einträge im Brazos County \| 46 \| \| 22 \| Brewster \| NRHP-Einträge im Brewster County \| 11 \| \| 23 \| Briscoe \| NRHP-Einträge im Briscoe County \| 2 \| \| 24 \| Brooks \| NRHP-Einträge im Brooks County \| 1 \| \| 25 \| Brown \| NRHP-Einträge im Brown County \| 6 \| \| 26 \| Burleson \| NRHP-Einträge im Burleson County \| 2 \| \| 27 \| Burnet \| NRHP-Einträge im Burnet County \| 7 \| \| 28 \| Caldwell \| NRHP-Einträge im Caldwell County \| 5 \| \| 29 \| Calhoun \| NRHP-Einträge im Calhoun County \| 2 \| \| 30 \| Callahan \| NRHP-Einträge im Callahan County \| 1 \| \| 31 \| Cameron \| NRHP-Einträge im Cameron County \| 25 \| \| 32 \| Camp \| NRHP-Einträge im Camp County \| 1 \| \| 33 \| Carson \| NRHP-Einträge im Carson County \| 3 \| \| 34 \| Cass \| NRHP-Einträge im Cass County \| 3 \| \| 35 \| Castro \| keine NRHP-Einträge \| – \| \| 36 \| Chambers \| NRHP-Einträge im Chambers County \| 6 \| \| 37 \| Cherokee \| NRHP-Einträge im Cherokee County \| 6 \| \| 38 \| Childress \| keine NRHP-Einträge \| – \| \| 39 \| Clay \| NRHP-Einträge im Clay County \| 2 \| \| 40 \| Cochran \| keine NRHP-Einträge \| – \| \| 41 \| Coke \| NRHP-Einträge im Coke County \| 2 \| \| 42 \| Coleman \| keine NRHP-Einträge \| – \| \| 43 \| Collin \| NRHP-Einträge im Collin County \| 68 \| \| 44 \| Collingsworth \| NRHP-Einträge im Collingsworth County \| 1 \| \| 45 \| Colorado \| NRHP-Einträge im Colorado County \| 8 \| \| 46 \| Comal \| NRHP-Einträge im Comal County \| 16 \| \| 47 \| Comanche \| keine NRHP-Einträge \| – \| \| 48 \| Concho \| NRHP-Einträge im Concho County \| 4 \| \| 49 \| Cooke \| NRHP-Einträge im Cooke County \| 8 \| \| 50 \| Coryell \| NRHP-Einträge im Coryell County \| 3 \| \| 51 \| Cottle \| NRHP-Einträge im Cottle County \| 1 \| \| 52 \| Crane \| keine NRHP-Einträge \| – \| \| 53 \| Crockett \| NRHP-Einträge im Crockett County \| 7 \| \| 54 \| Crosby \| NRHP-Einträge im Crosby County \| 2 \| \| 55 \| Culberson \| NRHP-Einträge im Culberson County \| 8 \| \| 56 \| Dallam \| NRHP-Einträge im Dallam County \| 1 \| \| 57 \| Dallas \| NRHP-Einträge im Dallas County \| 122 \| \| 58 \| Dawson \| NRHP-Einträge im Dawson County \| 1 \| \| 59 \| Deaf Smith \| NRHP-Einträge im Deaf Smith County \| 2 \| \| 60 \| Delta \| keine NRHP-Einträge \| – \| \| 61 \| Denton \| NRHP-Einträge im Denton County \| 15 \| \| 62 \| DeWitt \| NRHP-Einträge im DeWitt County \| 59 \| \| 63 \| Dickens \| NRHP-Einträge im Dickens County \| 1 \| \| 64 \| Dimmit \| NRHP-Einträge im Dimmit County \| 3 \| \| 65 \| Donley \| NRHP-Einträge im Donley County \| 3 \| \| 66 \| Duval \| keine NRHP-Einträge \| – \| \| 67 \| Eastland \| NRHP-Einträge im Eastland County \| 2 \| \| 68 \| Ector \| NRHP-Einträge im Ector County \| 1 \| \| 69 \| Edwards \| NRHP-Einträge im Edwards County \| 1 \| \| 70 \| El Paso \| NRHP-Einträge im El Paso County \| 53 \| \| 71 \| Ellis \| NRHP-Einträge im Ellis County \| 124 \| \| 72 \| Erath \| NRHP-Einträge im Erath County \| 5 \| \| 73 \| Falls \| NRHP-Einträge im Falls County \| 2 \| \| 74 \| Fannin \| NRHP-Einträge im Fannin County \| 9 \| \| 75 \| Fayette \| NRHP-Einträge im Fayette County \| 22 \| \| 76 \| Fisher \| NRHP-Einträge im Fisher County \| 1 \| \| 77 \| Floyd \| NRHP-Einträge im Floyd County \| 3 \| \| 78 \| Foard \| keine NRHP-Einträge \| – \| \| 79 \| Fort Bend \| NRHP-Einträge im Fort Bend County \| 5 \| \| 80 \| Franklin \| NRHP-Einträge im Franklin County \| 2 \| \| 81 \| Freestone \| NRHP-Einträge im Freestone County \| 1 \| \| 82 \| Frio \| NRHP-Einträge im Frio County \| 1 \| \| 83 \| Gaines \| keine NRHP-Einträge \| – \| \| 84 \| Galveston \| NRHP-Einträge im Galveston County \| 76 \| \| 85 \| Garza \| NRHP-Einträge im Garza County \| 7 \| \| 86 \| Gillespie \| NRHP-Einträge im Gillespie County \| 16 \| \| 87 \| Glasscock \| NRHP-Einträge im Glasscock County \| 1 \| \| 88 \| Goliad \| NRHP-Einträge im Goliad County \| 12 \| \| 89 \| Gonzales \| NRHP-Einträge im Gonzales County \| 9 \| \| 90 \| Gray \| NRHP-Einträge im Gray County \| 8 \| \| 91 \| Grayson \| NRHP-Einträge im Grayson County \| 9 \| \| 92 \| Gregg \| NRHP-Einträge im Gregg County \| 4 \| \| 93 \| Grimes \| NRHP-Einträge im Grimes County \| 6 \| \| 94 \| Guadalupe \| NRHP-Einträge im Guadalupe County \| 12 \| \| 95 \| Hale \| NRHP-Einträge im Hale County \| 2 \| \| 96 \| Hall \| NRHP-Einträge im Hall County \| 2 \| \| 97 \| Hamilton \| NRHP-Einträge im Hamilton County \| 1 \| \| 98 \| Hansford \| keine NRHP-Einträge \| – \| \| 99 \| Hardeman \| NRHP-Einträge im Hardeman County \| 2 \| \| 100 \| Hardin \| NRHP-Einträge im Hardin County \| 2 \| \| 101 \| Harris \| NRHP-Einträge im Harris County \| 272 \| \| 102 \| Harrison \| NRHP-Einträge im Harrison County \| 19 \| \| 103 \| Hartley \| NRHP-Einträge im Hartley County \| 4 \| \| 104 \| Haskell \| keine NRHP-Einträge \| – \| \| 105 \| Hays \| NRHP-Einträge im Hays County \| 53 \| \| 106 \| Hemphill \| NRHP-Einträge im Hemphill County \| 1 \| \| 107 \| Henderson \| NRHP-Einträge im Henderson County \| 1 \| \| 108 \| Hidalgo \| NRHP-Einträge im Hidalgo County \| 20 \| \| 109 \| Hill \| NRHP-Einträge im Hill County \| 22 \| \| 110 \| Hockley \| keine NRHP-Einträge \| – \| \| 111 \| Hood \| NRHP-Einträge im Hood County \| 3 \| \| 112 \| Hopkins \| NRHP-Einträge im Hopkins County \| 1 \| \| 113 \| Houston \| NRHP-Einträge im Houston County \| 5 \| \| 114 \| Howard \| NRHP-Einträge im Howard County \| 2 \| \| 115 \| Hudspeth \| NRHP-Einträge im Hudspeth County \| 87 \| \| 116 \| Hunt \| NRHP-Einträge im Hunt County \| 8 \| \| 117 \| Hutchinson \| NRHP-Einträge im Hutchinson County \| 2 \| \| 118 \| Irion \| NRHP-Einträge im Irion County \| 1 \| \| 119 \| Jack \| NRHP-Einträge im Jack County \| 2 \| \| 120 \| Jackson \| NRHP-Einträge im Jackson County \| 2 \| \| 121 \| Jasper \| NRHP-Einträge im Jasper County \| 7 \| \| 122 \| Jeff Davis \| NRHP-Einträge im Jeff Davis County \| 5 \| \| 123 \| Jefferson \| NRHP-Einträge im Jefferson County \| 22 \| \| 124 \| Jim Hogg \| keine NRHP-Einträge \| – \| \| 125 \| Jim Wells \| NRHP-Einträge im Jim Wells County \| 1 \| \| 126 \| Johnson \| NRHP-Einträge im Johnson County \| 7 \| \| 127 \| Jones \| NRHP-Einträge im Jones County \| 23 \| \| 128 \| Karnes \| NRHP-Einträge im Karnes County \| 3 \| \| 129 \| Kaufman \| NRHP-Einträge im Kaufman County \| 8 \| \| 130 \| Kendall \| NRHP-Einträge im Kendall County \| 11 \| \| 131 \| Kenedy \| NRHP-Einträge im Kenedy County \| 2 \| \| 132 \| Kent \| NRHP-Einträge im Kent County \| 1 \| \| 133 \| Kerr \| NRHP-Einträge im Kerr County \| 5 \| \| 134 \| Kimble \| NRHP-Einträge im Kimble County \| 3 \| \| 135 \| King \| keine NRHP-Einträge \| – \| \| 136 \| Kinney \| NRHP-Einträge im Kinney County \| 2 \| \| 137 \| Kleberg \| NRHP-Einträge im Kleberg County \| 5 \| \| 138 \| Knox \| NRHP-Einträge im Knox County \| 1 \| \| 139 \| La Salle \| NRHP-Einträge im La Salle County \| 1 \| \| 140 \| Lamar \| NRHP-Einträge im Lamar County \| 41 \| \| 141 \| Lamb \| keine NRHP-Einträge \| – \| \| 142 \| Lampasas \| NRHP-Einträge im Lampasas County \| 5 \| \| 143 \| Lavaca \| NRHP-Einträge im Lavaca County \| 7 \| \| 144 \| Lee \| NRHP-Einträge im Lee County \| 3 \| \| 145 \| Leon \| NRHP-Einträge im Leon County \| 1 \| \| 146 \| Liberty \| NRHP-Einträge im Liberty County \| 5 \| \| 147 \| Limestone \| NRHP-Einträge im Limestone County \| 4 \| \| 148 \| Lipscomb \| NRHP-Einträge im Lipscomb County \| 1 \| \| 149 \| Live Oak \| NRHP-Einträge im Live Oak County \| 3 \| \| 150 \| Llano \| NRHP-Einträge im Llano County \| 4 \| \| 151 \| Loving \| NRHP-Einträge im Loving County \| 1 \| \| 152 \| Lubbock \| NRHP-Einträge im Lubbock County \| 16 \| \| 153 \| Lynn \| NRHP-Einträge im Lynn County \| 1 \| \| 154 \| Madison \| NRHP-Einträge im Madison County \| 1 \| \| 155 \| Marion \| NRHP-Einträge im Marion County \| 18 \| \| 156 \| Martin \| NRHP-Einträge im Martin County \| 1 \| \| 157 \| Mason \| NRHP-Einträge im Mason County \| 4 \| \| 158 \| Matagorda \| NRHP-Einträge im Matagorda County \| 9 \| \| 159 \| Maverick \| NRHP-Einträge im Maverick County \| 2 \| \| 160 \| McCulloch \| NRHP-Einträge im McCulloch County \| 2 \| \| 161 \| McLennan \| NRHP-Einträge im McLennan County \| 21 \| \| 162 \| McMullen \| NRHP-Einträge im McMullen County \| 1 \| \| 163 \| Medina \| NRHP-Einträge im Medina County \| 7 \| \| 164 \| Menard \| NRHP-Einträge im Menard County \| 3 \| \| 165 \| Midland \| NRHP-Einträge im Midland County \| 3 \| \| 166 \| Milam \| NRHP-Einträge im Milam County \| 4 \| \| 167 \| Mills \| NRHP-Einträge im Mills County \| 3 \| \| 168 \| Mitchell \| NRHP-Einträge im Mitchell County \| 1 \| \| 169 \| Montague \| NRHP-Einträge im Montague County \| 2 \| \| 170 \| Montgomery \| NRHP-Einträge im Montgomery County \| 2 \| \| 171 \| Moore \| keine NRHP-Einträge \| – \| \| 172 \| Morris \| NRHP-Einträge im Morris County \| 1 \| \| 173 \| Motley \| NRHP-Einträge im Motley County \| 1 \| \| 174 \| Nacogdoches \| NRHP-Einträge im Nacogdoches County \| 21 \| \| 175 \| Navarro \| NRHP-Einträge im Navarro County \| 6 \| \| 176 \| Newton \| NRHP-Einträge im Newton County \| 3 \| \| 177 \| Nolan \| NRHP-Einträge im Nolan County \| 4 \| \| 178 \| Nueces \| NRHP-Einträge im Nueces County \| 12 \| \| 179 \| Ochiltree \| NRHP-Einträge im Ochiltree County \| 2 \| \| 180 \| Oldham \| NRHP-Einträge im Oldham County \| 12 \| \| 181 \| Orange \| NRHP-Einträge im Orange County \| 8 \| \| 182 \| Palo Pinto \| NRHP-Einträge im Palo Pinto County \| 6 \| \| 183 \| Panola \| NRHP-Einträge im Panola County \| 3 \| \| 184 \| Parker \| NRHP-Einträge im Parker County \| 5 \| \| 185 \| Parmer \| keine NRHP-Einträge \| – \| \| 186 \| Pecos \| NRHP-Einträge im Pecos County \| 3 \| \| 187 \| Polk \| NRHP-Einträge im Polk County \| 2 \| \| 188 \| Potter \| NRHP-Einträge im Potter County \| 27 \| \| 189 \| Presidio \| NRHP-Einträge im Presidio County \| 11 \| \| 190 \| Rains \| NRHP-Einträge im Rains County \| 4 \| \| 191 \| Randall \| NRHP-Einträge im Randall County \| 4 \| \| 192 \| Reagan \| NRHP-Einträge im Reagan County \| 1 \| \| 193 \| Real \| NRHP-Einträge im Real County \| 1 \| \| 194 \| Red River \| NRHP-Einträge im Red River County \| 6 \| \| 195 \| Reeves \| keine NRHP-Einträge \| – \| \| 196 \| Refugio \| NRHP-Einträge im Refugio County \| 2 \| \| 197 \| Roberts \| NRHP-Einträge im Roberts County \| 1 \| \| 198 \| Robertson \| NRHP-Einträge im Robertson County \| 5 \| \| 199 \| Rockwall \| NRHP-Einträge im Rockwall County \| 2 \| \| 200 \| Runnels \| NRHP-Einträge im Runnels County \| 4 \| \| 201 \| Rusk \| NRHP-Einträge im Rusk County \| 6 \| \| 202 \| Sabine \| NRHP-Einträge im Sabine County \| 2 \| \| 203 \| San Augustine \| NRHP-Einträge im San Augustine County \| 9 \| \| 204 \| San Jacinto \| NRHP-Einträge im San Jacinto County \| 2 \| \| 205 \| San Patricio \| NRHP-Einträge im San Patricio County \| 1 \| \| 206 \| San Saba \| NRHP-Einträge im San Saba County \| 1 \| \| 207 \| Schleicher \| NRHP-Einträge im Schleicher County \| 1 \| \| 208 \| Scurry \| keine NRHP-Einträge \| – \| \| 209 \| Shackelford \| NRHP-Einträge im Shackelford County \| 5 \| \| 210 \| Shelby \| NRHP-Einträge im Shelby County \| 1 \| \| 211 \| Sherman \| keine NRHP-Einträge \| – \| \| 212 \| Smith \| NRHP-Einträge im Smith County \| 3 \| \| 213 \| Somervell \| NRHP-Einträge im Somervell County \| 2 \| \| 214 \| Starr \| NRHP-Einträge im Starr County \| 9 \| \| 215 \| Stephens \| NRHP-Einträge im Stephens County \| 2 \| \| 216 \| Sterling \| keine NRHP-Einträge \| – \| \| 217 \| Stonewall \| keine NRHP-Einträge \| – \| \| 218 \| Sutton \| NRHP-Einträge im Sutton County \| 2 \| \| 219 \| Swisher \| keine NRHP-Einträge \| – \| \| 220 \| Tarrant \| NRHP-Einträge im Tarrant County \| 91 \| \| 221 \| Taylor \| NRHP-Einträge im Taylor County \| 60 \| \| 222 \| Terrell \| NRHP-Einträge im Terrell County \| 4 \| \| 223 \| Terry \| keine NRHP-Einträge \| – \| \| 224 \| Throckmorton \| NRHP-Einträge im Throckmorton County \| 1 \| \| 225 \| Titus \| NRHP-Einträge im Titus County \| 1 \| \| 226 \| Tom Green \| NRHP-Einträge im Tom Green County \| 70 \| \| 227 \| Travis \| NRHP-Einträge im Travis County \| 180 \| \| 228 \| Trinity \| NRHP-Einträge im Trinity County \| 3 \| \| 229 \| Tyler \| NRHP-Einträge im Tyler County \| 1 \| \| 230 \| Upshur \| NRHP-Einträge im Upshur County \| 1 \| \| 231 \| Upton \| keine NRHP-Einträge \| – \| \| 232 \| Uvalde \| NRHP-Einträge im Uvalde County \| 8 \| \| 233 \| Val Verde \| NRHP-Einträge im Val Verde County \| 10 \| \| 234 \| Van Zandt \| NRHP-Einträge im Van Zandt County \| 1 \| \| 235 \| Victoria \| NRHP-Einträge im Victoria County \| 119 \| \| 236 \| Walker \| NRHP-Einträge im Walker County \| 4 \| \| 237 \| Waller \| NRHP-Einträge im Waller County \| 9 \| \| 238 \| Ward \| keine NRHP-Einträge \| – \| \| 239 \| Washington \| NRHP-Einträge im Washington County \| 66 \| \| 240 \| Webb \| NRHP-Einträge im Webb County \| 10 \| \| 241 \| Wharton \| NRHP-Einträge im Wharton County \| 32 \| \| 242 \| Wheeler \| NRHP-Einträge im Wheeler County \| 3 \| \| 243 \| Wichita \| NRHP-Einträge im Wichita County \| 9 \| \| 244 \| Wilbarger \| NRHP-Einträge im Wilbarger County \| 1 \| \| 245 \| Willacy \| NRHP-Einträge im Willacy County \| 1 \| \| 246 \| Williamson \| NRHP-Einträge im Williamson County \| 69 \| \| 247 \| Wilson \| NRHP-Einträge im Wilson County \| 4 \| \| 248 \| Winkler \| NRHP-Einträge im Winkler County \| 1 \| \| 249 \| Wise \| NRHP-Einträge im Wise County \| 5 \| \| 250 \| Wood \| NRHP-Einträge im Wood County \| 8 \| \| 251 \| Yoakum \| keine NRHP-Einträge \| – \| \| 252 \| Young \| NRHP-Einträge im Young County \| 5 \| \| 253 \| Zapata \| NRHP-Einträge im Zapata County \| 6 \| \| 254 \| Zavala \| keine NRHP-Einträge \| – \| \| Summe \| Summe \| Summe \| 3.131 1 \| |                                          |         |
|       | County | Liste der Einträge in das NRHP im County | Anzahl  |
| 1     | Anderson | NRHP-Einträge im Anderson County         | 26      |
| 2     | Andrews | NRHP-Einträge im Andrews County          | 1       |
| 3     | Angelina | NRHP-Einträge im Angelina County         | 41      |
| 4     | Aransas | NRHP-Einträge im Aransas County          | 6       |
| 5     | Archer | NRHP-Einträge im Archer County           | 1       |
| 6     | Armstrong | NRHP-Einträge im Armstrong County        | 4       |
| 7     | Atascosa | NRHP-Einträge im Atascosa County         | 3       |
| 8     | Austin | NRHP-Einträge im Austin County           | 7       |
| 9     | Bailey | keine NRHP-Einträge                      | –       |
| 10    | Bandera | NRHP-Einträge im Bandera County          | 3       |
| 11    | Bastrop | NRHP-Einträge im Bastrop County          | 99      |
| 12    | Baylor | keine NRHP-Einträge                      | –       |
| 13    | Bee | NRHP-Einträge im Bee County              | 12      |
| 14    | Bell | NRHP-Einträge im Bell County             | 89      |
| 15    | Bexar | NRHP-Einträge im Bexar County            | 135     |
| 16    | Blanco | NRHP-Einträge im Blanco County           | 4       |
| 17    | Borden | keine NRHP-Einträge                      | –       |
| 18    | Bosque | NRHP-Einträge im Bosque County           | 39      |
| 19    | Bowie | NRHP-Einträge im Bowie County            | 12      |
| 20    | Brazoria | NRHP-Einträge im Brazoria County         | 12      |
| 21    | Brazos | NRHP-Einträge im Brazos County           | 46      |
| 22    | Brewster | NRHP-Einträge im Brewster County         | 11      |
| 23    | Briscoe | NRHP-Einträge im Briscoe County          | 2       |
| 24    | Brooks | NRHP-Einträge im Brooks County           | 1       |
| 25    | Brown | NRHP-Einträge im Brown County            | 6       |
| 26    | Burleson | NRHP-Einträge im Burleson County         | 2       |
| 27    | Burnet | NRHP-Einträge im Burnet County           | 7       |
| 28    | Caldwell | NRHP-Einträge im Caldwell County         | 5       |
| 29    | Calhoun | NRHP-Einträge im Calhoun County          | 2       |
| 30    | Callahan | NRHP-Einträge im Callahan County         | 1       |
| 31    | Cameron | NRHP-Einträge im Cameron County          | 25      |
| 32    | Camp | NRHP-Einträge im Camp County             | 1       |
| 33    | Carson | NRHP-Einträge im Carson County           | 3       |
| 34    | Cass | NRHP-Einträge im Cass County             | 3       |
| 35    | Castro | keine NRHP-Einträge                      | –       |
| 36    | Chambers | NRHP-Einträge im Chambers County         | 6       |
| 37    | Cherokee | NRHP-Einträge im Cherokee County         | 6       |
| 38    | Childress | keine NRHP-Einträge                      | –       |
| 39    | Clay | NRHP-Einträge im Clay County             | 2       |
| 40    | Cochran | keine NRHP-Einträge                      | –       |
| 41    | Coke | NRHP-Einträge im Coke County             | 2       |
| 42    | Coleman | keine NRHP-Einträge                      | –       |
| 43    | Collin | NRHP-Einträge im Collin County           | 68      |
| 44    | Collingsworth | NRHP-Einträge im Collingsworth County    | 1       |
| 45    | Colorado | NRHP-Einträge im Colorado County         | 8       |
| 46    | Comal | NRHP-Einträge im Comal County            | 16      |
| 47    | Comanche | keine NRHP-Einträge                      | –       |
| 48    | Concho | NRHP-Einträge im Concho County           | 4       |
| 49    | Cooke | NRHP-Einträge im Cooke County            | 8       |
| 50    | Coryell | NRHP-Einträge im Coryell County          | 3       |
| 51    | Cottle | NRHP-Einträge im Cottle County           | 1       |
| 52    | Crane | keine NRHP-Einträge                      | –       |
| 53    | Crockett | NRHP-Einträge im Crockett County         | 7       |
| 54    | Crosby | NRHP-Einträge im Crosby County           | 2       |
| 55    | Culberson | NRHP-Einträge im Culberson County        | 8       |
| 56    | Dallam | NRHP-Einträge im Dallam County           | 1       |
| 57    | Dallas | NRHP-Einträge im Dallas County           | 122     |
| 58    | Dawson | NRHP-Einträge im Dawson County           | 1       |
| 59    | Deaf Smith | NRHP-Einträge im Deaf Smith County       | 2       |
| 60    | Delta | keine NRHP-Einträge                      | –       |
| 61    | Denton | NRHP-Einträge im Denton County           | 15      |
| 62    | DeWitt | NRHP-Einträge im DeWitt County           | 59      |
| 63    | Dickens | NRHP-Einträge im Dickens County          | 1       |
| 64    | Dimmit | NRHP-Einträge im Dimmit County           | 3       |
| 65    | Donley | NRHP-Einträge im Donley County           | 3       |
| 66    | Duval | keine NRHP-Einträge                      | –       |
| 67    | Eastland | NRHP-Einträge im Eastland County         | 2       |
| 68    | Ector | NRHP-Einträge im Ector County            | 1       |
| 69    | Edwards | NRHP-Einträge im Edwards County          | 1       |
| 70    | El Paso | NRHP-Einträge im El Paso County          | 53      |
| 71    | Ellis | NRHP-Einträge im Ellis County            | 124     |
| 72    | Erath | NRHP-Einträge im Erath County            | 5       |
| 73    | Falls | NRHP-Einträge im Falls County            | 2       |
| 74    | Fannin | NRHP-Einträge im Fannin County           | 9       |
| 75    | Fayette | NRHP-Einträge im Fayette County          | 22      |
| 76    | Fisher | NRHP-Einträge im Fisher County           | 1       |
| 77    | Floyd | NRHP-Einträge im Floyd County            | 3       |
| 78    | Foard | keine NRHP-Einträge                      | –       |
| 79    | Fort Bend | NRHP-Einträge im Fort Bend County        | 5       |
| 80    | Franklin | NRHP-Einträge im Franklin County         | 2       |
| 81    | Freestone | NRHP-Einträge im Freestone County        | 1       |
| 82    | Frio | NRHP-Einträge im Frio County             | 1       |
| 83    | Gaines | keine NRHP-Einträge                      | –       |
| 84    | Galveston | NRHP-Einträge im Galveston County        | 76      |
| 85    | Garza | NRHP-Einträge im Garza County            | 7       |
| 86    | Gillespie | NRHP-Einträge im Gillespie County        | 16      |
| 87    | Glasscock | NRHP-Einträge im Glasscock County        | 1       |
| 88    | Goliad | NRHP-Einträge im Goliad County           | 12      |
| 89    | Gonzales | NRHP-Einträge im Gonzales County         | 9       |
| 90    | Gray | NRHP-Einträge im Gray County             | 8       |
| 91    | Grayson | NRHP-Einträge im Grayson County          | 9       |
| 92    | Gregg | NRHP-Einträge im Gregg County            | 4       |
| 93    | Grimes | NRHP-Einträge im Grimes County           | 6       |
| 94    | Guadalupe | NRHP-Einträge im Guadalupe County        | 12      |
| 95    | Hale | NRHP-Einträge im Hale County             | 2       |
| 96    | Hall | NRHP-Einträge im Hall County             | 2       |
| 97    | Hamilton | NRHP-Einträge im Hamilton County         | 1       |
| 98    | Hansford | keine NRHP-Einträge                      | –       |
| 99    | Hardeman | NRHP-Einträge im Hardeman County         | 2       |
| 100   | Hardin | NRHP-Einträge im Hardin County           | 2       |
| 101   | Harris | NRHP-Einträge im Harris County           | 272     |
| 102   | Harrison | NRHP-Einträge im Harrison County         | 19      |
| 103   | Hartley | NRHP-Einträge im Hartley County          | 4       |
| 104   | Haskell | keine NRHP-Einträge                      | –       |
| 105   | Hays | NRHP-Einträge im Hays County             | 53      |
| 106   | Hemphill | NRHP-Einträge im Hemphill County         | 1       |
| 107   | Henderson | NRHP-Einträge im Henderson County        | 1       |
| 108   | Hidalgo | NRHP-Einträge im Hidalgo County          | 20      |
| 109   | Hill | NRHP-Einträge im Hill County             | 22      |
| 110   | Hockley | keine NRHP-Einträge                      | –       |
| 111   | Hood | NRHP-Einträge im Hood County             | 3       |
| 112   | Hopkins | NRHP-Einträge im Hopkins County          | 1       |
| 113   | Houston | NRHP-Einträge im Houston County          | 5       |
| 114   | Howard | NRHP-Einträge im Howard County           | 2       |
| 115   | Hudspeth | NRHP-Einträge im Hudspeth County         | 87      |
| 116   | Hunt | NRHP-Einträge im Hunt County             | 8       |
| 117   | Hutchinson | NRHP-Einträge im Hutchinson County       | 2       |
| 118   | Irion | NRHP-Einträge im Irion County            | 1       |
| 119   | Jack | NRHP-Einträge im Jack County             | 2       |
| 120   | Jackson | NRHP-Einträge im Jackson County          | 2       |
| 121   | Jasper | NRHP-Einträge im Jasper County           | 7       |
| 122   | Jeff Davis | NRHP-Einträge im Jeff Davis County       | 5       |
| 123   | Jefferson | NRHP-Einträge im Jefferson County        | 22      |
| 124   | Jim Hogg | keine NRHP-Einträge                      | –       |
| 125   | Jim Wells | NRHP-Einträge im Jim Wells County        | 1       |
| 126   | Johnson | NRHP-Einträge im Johnson County          | 7       |
| 127   | Jones | NRHP-Einträge im Jones County            | 23      |
| 128   | Karnes | NRHP-Einträge im Karnes County           | 3       |
| 129   | Kaufman | NRHP-Einträge im Kaufman County          | 8       |
| 130   | Kendall | NRHP-Einträge im Kendall County          | 11      |
| 131   | Kenedy | NRHP-Einträge im Kenedy County           | 2       |
| 132   | Kent | NRHP-Einträge im Kent County             | 1       |
| 133   | Kerr | NRHP-Einträge im Kerr County             | 5       |
| 134   | Kimble | NRHP-Einträge im Kimble County           | 3       |
| 135   | King | keine NRHP-Einträge                      | –       |
| 136   | Kinney | NRHP-Einträge im Kinney County           | 2       |
| 137   | Kleberg | NRHP-Einträge im Kleberg County          | 5       |
| 138   | Knox | NRHP-Einträge im Knox County             | 1       |
| 139   | La Salle | NRHP-Einträge im La Salle County         | 1       |
| 140   | Lamar | NRHP-Einträge im Lamar County            | 41      |
| 141   | Lamb | keine NRHP-Einträge                      | –       |
| 142   | Lampasas | NRHP-Einträge im Lampasas County         | 5       |
| 143   | Lavaca | NRHP-Einträge im Lavaca County           | 7       |
| 144   | Lee | NRHP-Einträge im Lee County              | 3       |
| 145   | Leon | NRHP-Einträge im Leon County             | 1       |
| 146   | Liberty | NRHP-Einträge im Liberty County          | 5       |
| 147   | Limestone | NRHP-Einträge im Limestone County        | 4       |
| 148   | Lipscomb | NRHP-Einträge im Lipscomb County         | 1       |
| 149   | Live Oak | NRHP-Einträge im Live Oak County         | 3       |
| 150   | Llano | NRHP-Einträge im Llano County            | 4       |
| 151   | Loving | NRHP-Einträge im Loving County           | 1       |
| 152   | Lubbock | NRHP-Einträge im Lubbock County          | 16      |
| 153   | Lynn | NRHP-Einträge im Lynn County             | 1       |
| 154   | Madison | NRHP-Einträge im Madison County          | 1       |
| 155   | Marion | NRHP-Einträge im Marion County           | 18      |
| 156   | Martin | NRHP-Einträge im Martin County           | 1       |
| 157   | Mason | NRHP-Einträge im Mason County            | 4       |
| 158   | Matagorda | NRHP-Einträge im Matagorda County        | 9       |
| 159   | Maverick | NRHP-Einträge im Maverick County         | 2       |
| 160   | McCulloch | NRHP-Einträge im McCulloch County        | 2       |
| 161   | McLennan | NRHP-Einträge im McLennan County         | 21      |
| 162   | McMullen | NRHP-Einträge im McMullen County         | 1       |
| 163   | Medina | NRHP-Einträge im Medina County           | 7       |
| 164   | Menard | NRHP-Einträge im Menard County           | 3       |
| 165   | Midland | NRHP-Einträge im Midland County          | 3       |
| 166   | Milam | NRHP-Einträge im Milam County            | 4       |
| 167   | Mills | NRHP-Einträge im Mills County            | 3       |
| 168   | Mitchell | NRHP-Einträge im Mitchell County         | 1       |
| 169   | Montague | NRHP-Einträge im Montague County         | 2       |
| 170   | Montgomery | NRHP-Einträge im Montgomery County       | 2       |
| 171   | Moore | keine NRHP-Einträge                      | –       |
| 172   | Morris | NRHP-Einträge im Morris County           | 1       |
| 173   | Motley | NRHP-Einträge im Motley County           | 1       |
| 174   | Nacogdoches | NRHP-Einträge im Nacogdoches County      | 21      |
| 175   | Navarro | NRHP-Einträge im Navarro County          | 6       |
| 176   | Newton | NRHP-Einträge im Newton County           | 3       |
| 177   | Nolan | NRHP-Einträge im Nolan County            | 4       |
| 178   | Nueces | NRHP-Einträge im Nueces County           | 12      |
| 179   | Ochiltree | NRHP-Einträge im Ochiltree County        | 2       |
| 180   | Oldham | NRHP-Einträge im Oldham County           | 12      |
| 181   | Orange | NRHP-Einträge im Orange County           | 8       |
| 182   | Palo Pinto | NRHP-Einträge im Palo Pinto County       | 6       |
| 183   | Panola | NRHP-Einträge im Panola County           | 3       |
| 184   | Parker | NRHP-Einträge im Parker County           | 5       |
| 185   | Parmer | keine NRHP-Einträge                      | –       |
| 186   | Pecos | NRHP-Einträge im Pecos County            | 3       |
| 187   | Polk | NRHP-Einträge im Polk County             | 2       |
| 188   | Potter | NRHP-Einträge im Potter County           | 27      |
| 189   | Presidio | NRHP-Einträge im Presidio County         | 11      |
| 190   | Rains | NRHP-Einträge im Rains County            | 4       |
| 191   | Randall | NRHP-Einträge im Randall County          | 4       |
| 192   | Reagan | NRHP-Einträge im Reagan County           | 1       |
| 193   | Real | NRHP-Einträge im Real County             | 1       |
| 194   | Red River | NRHP-Einträge im Red River County        | 6       |
| 195   | Reeves | keine NRHP-Einträge                      | –       |
| 196   | Refugio | NRHP-Einträge im Refugio County          | 2       |
| 197   | Roberts | NRHP-Einträge im Roberts County          | 1       |
| 198   | Robertson | NRHP-Einträge im Robertson County        | 5       |
| 199   | Rockwall | NRHP-Einträge im Rockwall County         | 2       |
| 200   | Runnels | NRHP-Einträge im Runnels County          | 4       |
| 201   | Rusk | NRHP-Einträge im Rusk County             | 6       |
| 202   | Sabine | NRHP-Einträge im Sabine County           | 2       |
| 203   | San Augustine | NRHP-Einträge im San Augustine County    | 9       |
| 204   | San Jacinto | NRHP-Einträge im San Jacinto County      | 2       |
| 205   | San Patricio | NRHP-Einträge im San Patricio County     | 1       |
| 206   | San Saba | NRHP-Einträge im San Saba County         | 1       |
| 207   | Schleicher | NRHP-Einträge im Schleicher County       | 1       |
| 208   | Scurry | keine NRHP-Einträge                      | –       |
| 209   | Shackelford | NRHP-Einträge im Shackelford County      | 5       |
| 210   | Shelby | NRHP-Einträge im Shelby County           | 1       |
| 211   | Sherman | keine NRHP-Einträge                      | –       |
| 212   | Smith | NRHP-Einträge im Smith County            | 3       |
| 213   | Somervell | NRHP-Einträge im Somervell County        | 2       |
| 214   | Starr | NRHP-Einträge im Starr County            | 9       |
| 215   | Stephens | NRHP-Einträge im Stephens County         | 2       |
| 216   | Sterling | keine NRHP-Einträge                      | –       |
| 217   | Stonewall | keine NRHP-Einträge                      | –       |
| 218   | Sutton | NRHP-Einträge im Sutton County           | 2       |
| 219   | Swisher | keine NRHP-Einträge                      | –       |
| 220   | Tarrant | NRHP-Einträge im Tarrant County          | 91      |
| 221   | Taylor | NRHP-Einträge im Taylor County           | 60      |
| 222   | Terrell | NRHP-Einträge im Terrell County          | 4       |
| 223   | Terry | keine NRHP-Einträge                      | –       |
| 224   | Throckmorton | NRHP-Einträge im Throckmorton County     | 1       |
| 225   | Titus | NRHP-Einträge im Titus County            | 1       |
| 226   | Tom Green | NRHP-Einträge im Tom Green County        | 70      |
| 227   | Travis | NRHP-Einträge im Travis County           | 180     |
| 228   | Trinity | NRHP-Einträge im Trinity County          | 3       |
| 229   | Tyler | NRHP-Einträge im Tyler County            | 1       |
| 230   | Upshur | NRHP-Einträge im Upshur County           | 1       |
| 231   | Upton | keine NRHP-Einträge                      | –       |
| 232   | Uvalde | NRHP-Einträge im Uvalde County           | 8       |
| 233   | Val Verde | NRHP-Einträge im Val Verde County        | 10      |
| 234   | Van Zandt | NRHP-Einträge im Van Zandt County        | 1       |
| 235   | Victoria | NRHP-Einträge im Victoria County         | 119     |
| 236   | Walker | NRHP-Einträge im Walker County           | 4       |
| 237   | Waller | NRHP-Einträge im Waller County           | 9       |
| 238   | Ward | keine NRHP-Einträge                      | –       |
| 239   | Washington | NRHP-Einträge im Washington County       | 66      |
| 240   | Webb | NRHP-Einträge im Webb County             | 10      |
| 241   | Wharton | NRHP-Einträge im Wharton County          | 32      |
| 242   | Wheeler | NRHP-Einträge im Wheeler County          | 3       |
| 243   | Wichita | NRHP-Einträge im Wichita County          | 9       |
| 244   | Wilbarger | NRHP-Einträge im Wilbarger County        | 1       |
| 245   | Willacy | NRHP-Einträge im Willacy County          | 1       |
| 246   | Williamson | NRHP-Einträge im Williamson County       | 69      |
| 247   | Wilson | NRHP-Einträge im Wilson County           | 4       |
| 248   | Winkler | NRHP-Einträge im Winkler County          | 1       |
| 249   | Wise | NRHP-Einträge im Wise County             | 5       |
| 250   | Wood | NRHP-Einträge im Wood County             | 8       |
| 251   | Yoakum | keine NRHP-Einträge                      | –       |
| 252   | Young | NRHP-Einträge im Young County            | 5       |
| 253   | Zapata | NRHP-Einträge im Zapata County           | 6       |
| 254   | Zavala | keine NRHP-Einträge                      | –       |
| Summe | Summe | Summe                                    | 3.131 1 |